# Rube Goldberg (cartoonist)

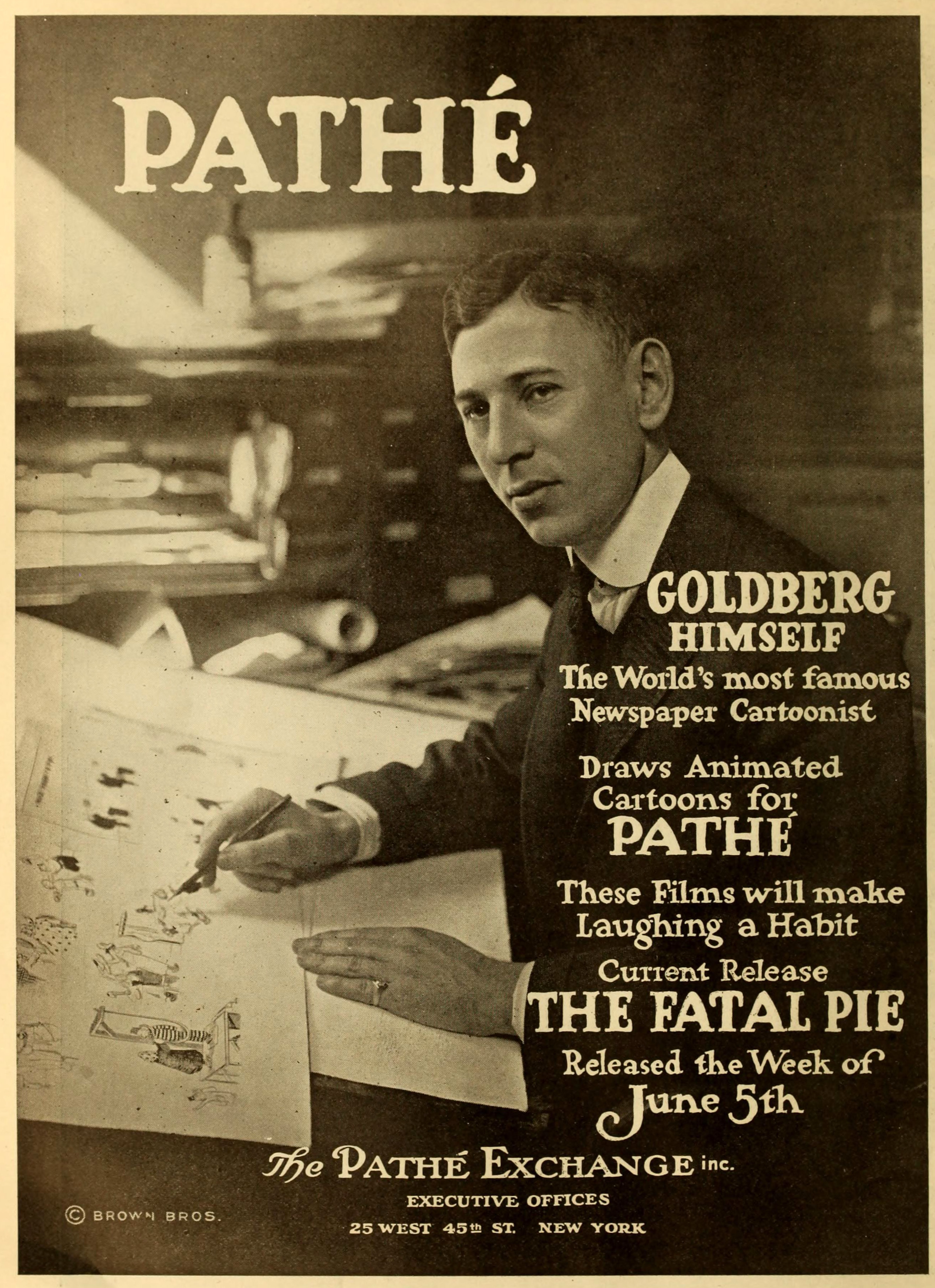
Rube Goldberg (1916)

Reuben Lucius (Rube) Goldberg (San Francisco, 4 juli 1883 – New York, 7 december 1970) was een Amerikaanse cartoonist en medeoprichter van de National Cartoonists Society, de Amerikaanse vereniging van professionele cartoonisten.

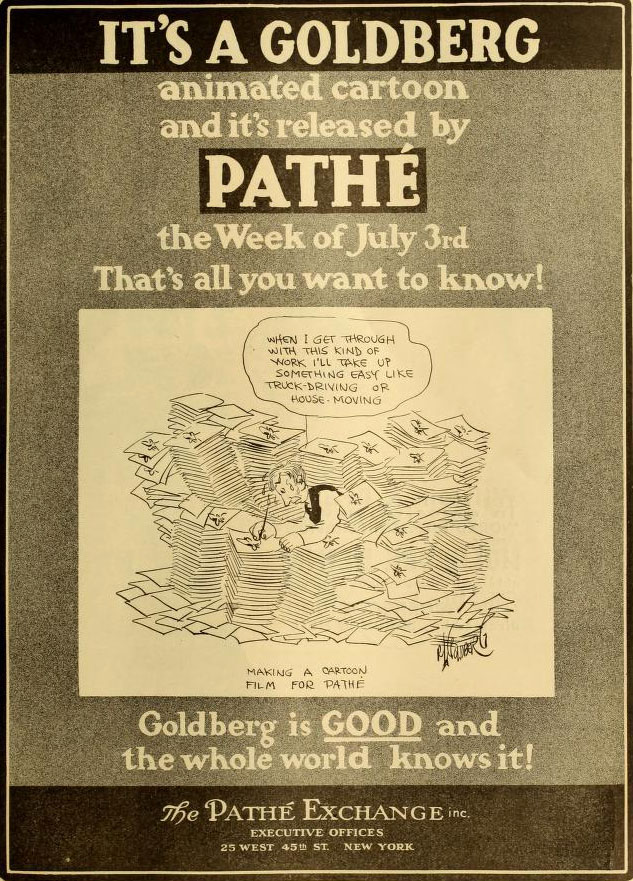
Reclame (1916)

'In 1904 studeerde hij af als ingenieur aan de Universiteit van Californië - Berkeley en ging daarna voor werk in dit vak naar San Francisco. Zijn passie voor het tekenen kreeg al na enkele maanden de overhand en hij nam ontslag om een baan te accepteren bij de San Francisco Chronicle als sportcartoonist. Het jaar erop wisselde hij van werkgever en vertrok naar het San Francisco Bulletin, waar hij tot 1907 bleef. In dat jaar ging hij naar New York en schreef er voor meerdere kranten, waaronder New York Evening Journal, New York Evening Mail en New York Journal en vanaf 1915 werden zijn verschillende cartoons, zoals Mike and Ike, Boob McNutt, Foolish Questions, Lala Palooza en The Weekly Meeting of the Tuesday Women's Club, in de gehele VS verspreid.
Zijn bekendste cartoon gaat over de verhalen rond Professor Lucifer Gorgonzola Butts, waarin altijd weer absurd gecompliceerde apparaten voor de uitvoering van de meest simpele opgaven werden uitgebeeld, waardoor de naam Rube Goldberg, maar ook de Rube Goldbergmachine in het Engels de spreekwoordelijke betekenis heeft gekregen voor onnodig gecompliceerde technische oplossingen.
In 1938 nam hij een baan aan bij de New York Sun, waar hij zijn politieke cartoons tekende. In 1948 kreeg hij hiervoor de Pulitzer-prijs.
De rest van zijn werkzame leven werkte Goldberg voor de New York Journal American. Na zijn pensionering bleef hij artistiek bezig en maakte sculpturen van brons. Zijn werken werden meermaals geëxposeerd, met als laatste expositie bij leven in het National Museum of American History in Washington waarvan hij de opening op 24 november 1970 nog bijwoonde. Goldberg overleed dertien dagen later.